# القرصان (رواية)
القرصان (بالإنجليزية: The Pirate)‏ هي رواية بقلم والتر سكوت، وهي مقتبسة تقريبا من حياة جون غاو الذي يظهر بشخص الكابتن كليفلاند. وتدور الأحداث في الطرف الجنوبي من الجزيرة الرئيسية في شتلاند (والتي زارها سكوت في عام 1814)، حوالي العام 1700. وتم نشرها في عام 1822، بعد عام من الانتهاء منها وبدء العمل في منارة سمبورغ هيد.